# قصعين أشعث
قصعين أشعث (الاسم العلمي:Salvia hirta) هو نوع من النباتات يتبع جنس القصعين من الفصيلة الشفوية.